# Allison Transmission
Allison Transmission Holdings Inc., (NYSE: ALSN), är ett amerikanskt tillverkningsföretag som utvecklar och tillverkar växellådor och hybrida framdrivningssystem till kommersiella–, militära– och myndighetskunder.
Bolaget bildades 1915 av den amerikanska entreprenören och affärsmannen James A. Allison, som var en av grundarna av den berömda racingbanan Indianapolis Motor Speedway och det legendariska racet Indianapolis 500.